# Rosa tlaratensis
Rosa tlaratensis es una especie de planta del género Rosa, de la familia Rosaceae.

## Taxonomía
Rosa tlaratensis fue descrita por Husseinov en 1989.

## Distribución
Se encuentra en el territorio del Cáucaso septentrional.